# Otus angelinae
Ява́нская со́вка или С́овка ява́нская (Otus angelinae (лат.)) — вид птиц рода совок семейства совиных. Подвидов не выделяют.

## Описание
Otus angelinae имеют длину от 16 до 18 см, массу от 75 до 91 г. Верх темно-красновато-коричневый. Низ светло-красновато-коричневый (также его цвет может варьироваться от беловатого до тускло-желтого). Глаза золотисто- или оранжево-желтые.

## Образ жизни
Обитают во влажных лесах на высоте от 900 до 2500 метров. Предпочитаемой добычей являются более крупные насекомые, такие как жуки, кузнечики и богомолы.

## Распространение
Представители этого вида населяют горные районы западной части Явы.